# 一诺无悔
《一诺无悔》是2020年首播的中国大陆电视剧，由欧阳奋强执导，郭广平、何政军、傅淼等主演，改编自全国优秀县委书记廖俊波的事迹。2020年4月3日在央视一套播出。该剧是庆祝中华人民共和国成立七十周年国家广播电视总局优秀剧目展播劇目之一。